# Сулія Калатаюд
Сулія Інес Калатаюд Торрес (ісп. Zulia Inés Calatayud Torres; нар. 9 листопада 1979) — кубинська легкоатлетка, яка спеціалізувалася на бігу на середні дистанції.

## Спортивні досягнення
Фіналістка двох олімпійських змагань з бігу на 800 метрів — 6-е місце у 2000 та 8-е місце у 2004. Фіналістка двох олімпійських змагань з естафетного бігу 4×400 метрів — 4-е місце у 2008 та 8-е місце у 2000. Учасниця олімпійських змагань з бігу на 800 метрів на Іграх в Пекіні (2008), на яких зупинилась на півфінальній стадії.
Чемпіонка світу з бігу на 800 метрів (2005). Триразова фіналістка (щоразу — 7-е місце) чемпіонатів світу з естафетного бігу 4×400 метрів (1999, 2007, 2009).
Переможниця Кубка світу з бігу на 800 метрів (2006). Фінішувала 4-ю у бігу на 800 метрів на іншому Кубку світу (2002).
Дворазова чемпіонка Панамериканських ігор з естафетного бігу 4×400 метрів (1999, 2007). Срібна (1999) та бронзова (2007) призерка Панамериканських ігор з бігу на 800 метрів.
Чемпіонка Куби з бігу на 400 метрів (1999) та 800 метрів (1999, 2000, 2001).